# Фале
Фале (нем. Vaale) — община в Германии, в земле Шлезвиг-Гольштейн.
Входит в состав района Штайнбург. Подчиняется управлению Шенефельд. Население составляет 1242 человека (на 31 декабря 2010 года). Занимает площадь 14,91 км2.